# چیر کراسینگ (آریزونا)
چیر کراسینگ (به انگلیسی: Chair Crossing) یک منطقهٔ مسکونی در ایالات متحده آمریکا است که در آریزونا واقع شده‌است. چیر کراسینگ ۹۶۲ متر بالاتر از سطح دریا واقع شده‌است.